# Sokolivka, Bratske
Sokolivka (în ucraineană Соколівка) este un sat în comuna Uleanivka din raionul Bratske, regiunea Mîkolaiiv, Ucraina.

## Demografie
Componența lingvistică a localității Sokolivka
     Ucraineană (90,35%)
     Rusă (5,14%)
     Română (3,86%)
     Alte limbi (0,32%)
Conform recensământului din 2001, majoritatea populației localității Sokolivka era vorbitoare de ucraineană (90,35%), existând în minoritate și vorbitori de rusă (5,14%) și română (3,86%).